# Grand Prix Belgii 1925

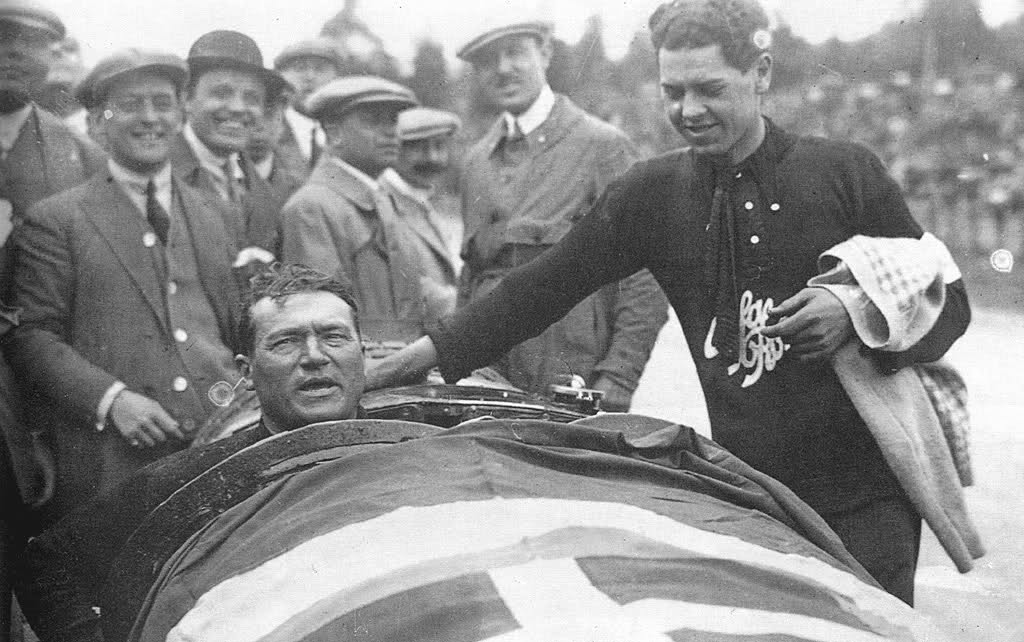
Antonio Ascari podczas Grand Prix Belgii 1925

Grand Prix Belgii 1925 (oryg. I Grand Prix de Belgique) oraz Grand Prix Europy 1925 (oryg. III Grand Prix d’Europe) – jeden z wyścigów Grand Prix rozegranych w 1925 oraz druga eliminacja Mistrzostw Świata Konstruktorów AIACR.

## Lista startowa
| Nr | Kierowca            | Zespół                     | Samochód      | Silnik |   |
| -- | ------------------- | -------------------------- | ------------- | ------ | - |
| 1  | René Thomas         | Automobiles Delage         | Delage 2LCV   |        | ? |
| 2  | Antonio Ascari      | Alfa Corse                 | Alfa Romeo P2 |        | ? |
| 3  | Henry Segrave       | Sunbeam                    | Sunbeam       |        | ? |
| 4  | Pierre de Vizcaya   | Automobiles Ettore Bugatti | Bugatti 35    |        | ? |
| 5  | Robert Benoist      | Automobiles Delage         | Delage 2LCV   |        | ? |
| 6  | Giuseppe Campari    | Alfa Corse                 | Alfa Romeo P2 |        | ? |
| 7  | Giulio Masetti      | Sunbeam                    | Sunbeam       |        | ? |
| 8  | Meo Costantini      | Automobiles Ettore Bugatti | Bugatti 35    |        | ? |
| 9  | Albert Divo         | Automobiles Delage         | Delage 2LCV   |        | ? |
| 10 | Gastone Brilli-Peri | Alfa Corse                 | Alfa Romeo P2 |        | ? |
| 11 | Caberto Conelli     | Sunbeam                    | Sunbeam       |        | ? |
| 12 | Paul Torchy         | Automobiles Delage         | Delage 2LCV   |        | ? |
| Nr | Kierowca            | Zespół                     | Samochód      | Silnik |   |

## Wyniki

### Wyścig
Źródło: teamdan.com
| P                                                     | + / – | Nr | Kierowca            | Konstruktor | Okr. | Czas / Strata      | Komentarz |
| ----------------------------------------------------- | ----- | -- | ------------------- | ----------- | ---- | ------------------ | --------- |
| 1                                                     | 1     | 2  | Antonio Ascari      | Alfa Romeo  | 54   | 6h42:57            |           |
| 2                                                     | 2     | 6  | Giuseppe Campari    | Alfa Romeo  | 54   | +0:21:58           |           |
| Niesklasyfikowani                                     |       |    |                     |             |      |                    |           |
|                                                       |       | 9  | Albert Divo         | Delage      | 29   | Zawór              |           |
|                                                       |       | 10 | Gastone Brilli-Peri | Alfa Romeo  | 18   | Zawieszenie        |           |
|                                                       |       | 1  | René Thomas         | Delage      | 6    | Pożar              |           |
|                                                       |       | 12 | Paul Torchy         | Delage      | 2    | Zapłon             |           |
|                                                       |       | 5  | Robert Benoist      | Delage      | 1    | Pompa paliwowa     |           |
| Nie wystartowali / niedopuszczeni do ponownego startu |       |    |                     |             |      |                    |           |
|                                                       |       | 3  | Henry Segrave       | Sunbeam     |      | Samochód niegotowy |           |
|                                                       |       | 4  | Pierre de Vizcaya   | Bugatti     |      | Samochód niegotowy |           |
|                                                       |       | 7  | Giulio Masetti      | Sunbeam     |      | Samochód niegotowy |           |
|                                                       |       | 8  | Meo Costantini      | Bugatti     |      | Samochód niegotowy |           |
|                                                       |       | 11 | Caberto Conelli     | Sunbeam     |      | Samochód niegotowy |           |
| P                                                     | + / – | Nr | Kierowca            | Konstruktor | Okr. | Czas / Strata      | Komentarz |

### Najszybsze okrążenie
Źródło: teamdan.com
| Nr | Kierowca       | Konstruktor | Czas   | Okr. |
| -- | -------------- | ----------- | ------ | ---- |
| 2  | Antonio Ascari | Alfa Romeo  | 6:51,2 |      |